# Köln-Porz
Köln-Porz este sectorul 7 al orașului Köln, care cuprinde cartierele: Eil, Elsdorf, Ensen, Finkenberg, Gremberghoven, Grengel, Langel, Libur, Lind, Poll, Porz (Porz-Zentrum), Urbach, Wahn, Wahnheide, Westhoven, Zündorf.